# The Marshall Mathers LP 2
The Marshall Mathers LP 2 là album phòng thu thứ tám của rapper người Mỹ Eminem, phát hành vào ngày 5 tháng 11 năm 2013 bởi Shady Records, Interscope Records và Aftermath Entertainment. Đây cũng là đĩa nhạc cuối cùng của nam rapper có sự tham gia của hãng thu âm độc lập WEB Entertainment, đồng thời đánh dấu lần đầu tiên người cố vấn trong sự nghiệp của anh Dr. Dre không tham gia vào quá trình sản xuất, thay vào đó ông giữ vai trò điều hành dự án cùng với Rick Rubin. Đóng vai trò là phần tiếp theo cho album phòng thu thứ ba The Marshall Mathers LP (2000), ý tưởng về phần hai xuất hiện sau khi Eminem liên tưởng đến âm nhạc trước đây của anh khi thu âm một số bài hát trong giai đoạn đầu thực hiện đĩa nhạc, mặc dù nam rapper muốn thử nghiệm với âm thanh "cổ điển, hoài cổ" từ xoay bàn đĩa cho The Marshall Mathers LP 2. Đây là một bản thu âm hip hop và rap rock kết hợp với những âm hưởng của arena rock và old-school hip hop, chủ yếu lấy cảm hứng từ một số album như Licensed to Ill (1986) của Beastie Boys và Radio (1985) của LL Cool J, trong khi phần sản xuất mang khuynh hướng tối giản hơn so với những tác phẩm trước của Eminem.
Tương tự như đĩa nhạc trước Recovery (2010), Eminem hợp tác với một loạt nhà sản xuất bên ngoài cho The Marshall Mathers LP 2, bao gồm Rubin, Alex da Kid, DJ Khalil, Emile, Jeff Bhasker, Frank Dukes và S1. Ngoài ra, album cũng có sự tham gia góp giọng của Rihanna, Nate Ruess, Skylar Grey, Kendrick Lamar, Buckshot, Jamie N Commons, Sia và X Ambassadors. Sau khi phát hành, đĩa nhạc nhận được những phản ứng tích cực từ giới phê bình, trong đó họ đánh giá cao kỹ thuật rap của Eminem và khâu sản xuất tác phẩm, đồng thời gọi đây là sự trở lại đúng nghĩa của nam rapper sau ba đĩa nhạc gây ý kiến trái chiều trước đó. The Marshall Mathers LP 2 còn gặt hái nhiều giải thưởng và đề cử tại những lễ trao giải lớn, bao gồm chiến thắng một giải Grammy ở hạng mục Album rap xuất sắc nhất tại lễ trao giải thường niên lần thứ 57. Đĩa nhạc cũng đạt được những thành tích vượt trội về mặt thương mại khi thống trị các bảng xếp hạng tại Úc, Áo, Canada, Đức, Ireland, New Zealand, Thụy Sĩ và Vương quốc Anh, cũng như lọt vào top 10 ở hầu hết những quốc gia còn lại, bao gồm vươn đến top 5 ở nhiều thị trường lớn như Bỉ, Đan Mạch, Hà Lan, Pháp, Ý và Thụy Điển.
The Marshall Mathers LP 2 ra mắt ở vị trí số một trên bảng xếp hạng Billboard 200 với 792,000 bản, đánh dấu album quán quân thứ sáu của Eminem tại Hoa Kỳ. Năm đĩa đơn đã được phát hành từ album, trong đó "Berzerk" được chọn làm đĩa đơn mở đường và xuất hiện trong top 10 ở một số quốc gia và lãnh thổ. Đĩa đơn thứ tư "The Monster" còn tiếp nhận nhiều thành công hơn khi đứng đầu các bảng xếp hạng tại nhiều thị trường và trải qua bốn tuần liên tiếp ở ngôi vị số một trên bảng xếp hạng Billboard Hot 100. Những đĩa đơn còn lại như "Survival" và "Rap God" đều gặt hái những thành tích thương mại đáng kể, trong khi "Headlights" chỉ được phát hành giới hạn tại Úc. Ngoài ra, "Berzerk" và "Rap God" cũng nhận được hai đề cử giải Grammy cho Trình diễn rap xuất sắc nhất, đồng thời "The Monster" còn chiến thắng hạng mục Trình diễn hát rap xuất sắc nhất. Để quảng bá album, nam rapper trình diễn trên nhiều chương trình truyền hình và lễ trao giải lớn, như giải thưởng Âm nhạc MTV Châu Âu năm 2013, giải thưởng âm nhạc YouTube năm 2013 và giải Điện ảnh của MTV năm 2014, cũng như thực hiện hai chuyến lưu diễn Rapture Tour và The Monster Tour (với Rihanna).

## Danh sách bài hát
| The Marshall Mathers LP 2 – Phiên bản trên Call of Duty: Ghosts (bản nhạc bổ sung) | The Marshall Mathers LP 2 – Phiên bản trên Call of Duty: Ghosts (bản nhạc bổ sung) | The Marshall Mathers LP 2 – Phiên bản trên Call of Duty: Ghosts (bản nhạc bổ sung) | The Marshall Mathers LP 2 – Phiên bản trên Call of Duty: Ghosts (bản nhạc bổ sung) | The Marshall Mathers LP 2 – Phiên bản trên Call of Duty: Ghosts (bản nhạc bổ sung) |
| STT                                                                                | Nhan đề                                                                            | Sáng tác                                                                           | Sản xuất                                                                           | Thời lượng                                                                         |
| ---------------------------------------------------------------------------------- | ---------------------------------------------------------------------------------- | ---------------------------------------------------------------------------------- | ---------------------------------------------------------------------------------- | ---------------------------------------------------------------------------------- |
| 17.                                                                                | "Don't Front" (hợp tác với Buckshot)                                               | Mathers Kenyatta Blake                                                             | Katalyst                                                                           | 4:44                                                                               |
| Tổng thời lượng:                                                                   | Tổng thời lượng:                                                                   | Tổng thời lượng:                                                                   | Tổng thời lượng:                                                                   | 82:57                                                                              |

| The Marshall Mathers LP 2 – Phiên bản cao cấp (đĩa kèm theo) | The Marshall Mathers LP 2 – Phiên bản cao cấp (đĩa kèm theo) | The Marshall Mathers LP 2 – Phiên bản cao cấp (đĩa kèm theo)                                                      | The Marshall Mathers LP 2 – Phiên bản cao cấp (đĩa kèm theo) | The Marshall Mathers LP 2 – Phiên bản cao cấp (đĩa kèm theo) |
| STT                                                          | Nhan đề                                                      | Sáng tác | Sản xuất                                                     | Thời lượng                                                   |
| ------------------------------------------------------------ | ------------------------------------------------------------ | --- | ------------------------------------------------------------ | ------------------------------------------------------------ |
| 1.                                                           | "Baby"                                                       | Mathers Resto Strange                                                                                             | Eminem Resto [b]                                             | 4:23                                                         |
| 2.                                                           | "Desperation" (hợp tác với Jamie N Commons)                  | Mathers Jamie Commons Grant                                                                                       | Alex da Kid                                                  | 3:56                                                         |
| 3.                                                           | "Groundhog Day"                                              | Mathers Carl "Cardiak" McCormick Adam Feeney Thomas Brenneck Jared Tankel Homer Steinweiss David Guy Leon Michels | Cardiak Frank Dukes Eminem [a]                               | 4:53                                                         |
| 4.                                                           | "Beautiful Pain" (hợp tác với Sia)                           | Mathers Haynie Sia Furler Resto                                                                                   | Emile Eminem [a]                                             | 4:25                                                         |
| 5.                                                           | "Wicked Ways" (hợp tác với X Ambassadors)                    | Mathers Grant Josh Mosser                                                                                         | Alex da Kid                                                  | 6:32                                                         |
| Tổng thời lượng:                                             | Tổng thời lượng:                                             | Tổng thời lượng:                                                                                                  | Tổng thời lượng:                                             | 24:09                                                        |

Ghi chú
- ^a  nghĩa là đồng sản xuất
- ^b  nghĩa là sản xuất bổ sung
- Điệp khúc "Bad Guy" có phần hát của Sarah Jaffe.
- "Survival" có phần hát của Liz Rodrigues.
- "Legacy" có phần hát của Polina.[4]
- "Love Game" có phần hát của Keira Marie.
- "The Monster" có phần hát bè của Bebe Rexha.[4]
- Đoạn nhạc trong bài hát "Evil Twin" không được đưa vào bài hát trong phiên bản cao cấp và kỷ niệm 10 năm vì được thêm vào bài hát "Wicked Ways".

Ghi chú nhạc mẫu
- "Bad Guy" sử dụng nhạc mẫu của "Hocus Pokus", do Walter Murphy thể hiện; "Soana", do Gian Piero Reverberi và Laura Giordano sáng tác; và "Ode to Billie Joe", do Lou Donaldson thể hiện.
- "Rhyme or Reason" sử dụng nhạc mẫu của "Time of the Season", do Rod Argent sáng tác và do The Zombies thể hiện.
- "Berzerk" sử dụng nhạc mẫu của "The Stroke", do Billy Squier sáng tác và thể hiện; "Fight for Your Right", do Adam Horovitz, Adam Yauch và Rick Rubin sáng tác, do Beastie Boys thể hiện; và "Feel Me Flow", do Joseph Modeliste sáng tác, Art Neville, Cyril Neville, Leo Nocentelli, George Porter Jr., Anthony Criss, Vincent Brown và Keir Gist, do Naughty by Nature thể hiện.
- "Rap God" sử dụng nhạc mẫu của "The Show", do Douglas Davis và Richard Walters sáng tác, và "Supersonic", do Dania Birks, Juana Burns, Jaunita Lee, Fatima Shaheed và Kim Nazel sáng tác.
- "So Far..." sử dụng nhạc mẫu của "Life's Been Good", do Joe Walsh sáng tác và thể hiện; và "P.S.K. What Does It Mean?", do Schoolly D thể hiện.[4]
- "Love Game" sử dụng nhạc mẫu của "Game of Love", do Clint Ballard, Jr. sáng tác, do Wayne Fontana & The Mindbenders thể hiện; và các đoạn nhạc mẫu của "The Object of My Affection", do Jimmie Grier, Coy Poe và Pinky Tomlin sáng tác.
- "Evil Twin" sử dụng nhạc mẫu của "The Reunion", do Marshall Mathers, Ryan Montgomery, Luis Resto, Joey Chavez, Tavish Graham, Andre Young, Mark Batson, Dawaun Parker, Trevor Lawrence, Mike Elizondo và Sean Cruse sáng tác và do Bad Meets Evil thể hiện; và "Eyeless Dream" do Wolfgang Düren sáng tác và thể hiện.
- "Groundhog Day" sử dụng nhạc mẫu của "Sleight of Hand" do Thomas Brenneck, Jared Tankel, Homer Steinweiss, Dave Guy và Leon Michels sáng tác và do Menahan Street Band thể hiện; và từ bản thu âm "Big Menu" của Sam Kinison.

## Xếp hạng
| Bảng xếp hạng (2013–14)                           | Vị trí cao nhất |
| ------------------------------------------------- | --------------- |
| Album Úc (ARIA)                                   | 1               |
| Album Áo (Ö3 Austria)                             | 1               |
| Album Bỉ (Ultratop Vlaanderen)                    | 1               |
| Album Bỉ (Ultratop Wallonie)                      | 5               |
| Album Canada (Billboard)                          | 1               |
| Album Croatia (IFPI)                              | 15              |
| Album Cộng hòa Séc (ČNS IFPI)                     | 26              |
| Album Đan Mạch (Hitlisten)                        | 3               |
| Album Hà Lan (Album Top 100)                      | 4               |
| Album Phần Lan (Suomen virallinen lista)          | 12              |
| Album Pháp (SNEP)                                 | 2               |
| Album Đức (Offizielle Top 100)                    | 1               |
| Album Hy Lạp (IFPI)                               | 6               |
| Album Hungaria (MAHASZ)                           | 21              |
| Album Ireland (IRMA)                              | 1               |
| Album Ý (FIMI)                                    | 2               |
| Album Nhật Bản (Oricon)                           | 10              |
| Album Mexico (AMPROFON)                           | 36              |
| Album New Zealand (RMNZ)                          | 1               |
| Album Na Uy (VG-lista)                            | 1               |
| Album Ba Lan (ZPAV)                               | 2               |
| Album Bồ Đào Nha (AFP)                            | 10              |
| Album Scotland (OCC)                              | 1               |
| Album Nam Phi (RISA)                              | 11              |
| Album Hàn Quốc (Circle)                           | 12              |
| Album Hàn Quốc (Circle) Phiên bản cao cấp         | 7               |
| Album Hàn Quốc Quốc tế (Circle)                   | 4               |
| Album Hàn Quốc Quốc tế (Circle) Phiên bản cao cấp | 1               |
| Album Tây Ban Nha (PROMUSICAE)                    | 9               |
| Album Thụy Điển (Sverigetopplistan)               | 2               |
| Album Thụy Sĩ (Schweizer Hitparade)               | 1               |
| Album Anh Quốc (OCC)                              | 1               |
| Album Anh Quốc R&B (OCC)                          | 1               |
| Album Hoa Kỳ Billboard 200                        | 1               |
| Album Hoa Kỳ Top Rap (Billboard)                  | 1               |
| Album Hoa Kỳ Top R&B/Hip-Hop (Billboard)          | 1               |
| Album Hoa Kỳ Top Catalog (Billboard)              | 12              |
| Album Hoa Kỳ Vinyl (Billboard)                    | 4               |

| Bảng xếp hạng (2010–2019)                 | Vị trí |
| ----------------------------------------- | ------ |
| Album Úc (ARIA)                           | 53     |
| Album Anh Quốc (OCC)                      | 83     |
| Hoa Kỳ Billboard 200                      | 66     |
| Hoa Kỳ Top R&B/Hip-Hop Albums (Billboard) | 16     |

| Bảng xếp hạng                             | Vị trí |
| ----------------------------------------- | ------ |
| Hoa Kỳ Top R&B/Hip-Hop Albums (Billboard) | 59     |

| Bảng xếp hạng (2013)                                 | Vị trí |
| ---------------------------------------------------- | ------ |
| Album Úc (ARIA)                                      | 8      |
| Album Úc Hip-Hop/R&B (ARIA)                          | 1      |
| Album Áo (Ö3 Austria)                                | 30     |
| Album Bỉ (Ultratop Flanders)                         | 59     |
| Album Bỉ (Ultratop Wallonia)                         | 119    |
| Album Canada (Billboard)                             | 10     |
| Album Hà Lan (Album Top 100)                         | 63     |
| Album Pháp (SNEP)                                    | 25     |
| Album Đức (Offizielle Top 100)                       | 13     |
| Album Ireland (IRMA)                                 | 8      |
| Album Ý (FIMI)                                       | 64     |
| Album New Zealand (RMNZ)                             | 11     |
| Album Hàn Quốc Quốc tế (Circle) Phiên bản tiêu chuẩn | 100    |
| Album Hàn Quốc Quốc tế (Circle) Phiên bản cao cấp    | 19     |
| Album Thụy Điển (Sverigetopplistan)[                 | 25     |
| Album Thụy Sĩ (Schweizer Hitparade)                  | 12     |
| Album Anh Quốc (OCC)                                 | 13     |
| Hoa Kỳ Billboard 200                                 | 16     |
| Hoa Kỳ Top R&B/Hip-Hop Albums (Billboard)            | 6      |
| Hoa Kỳ Top Rap Albums (Billboard)                    | 3      |
| Album Toàn cầu (IFPI)                                | 2      |
| Bảng xếp hạng (2014)                                 | Vị trí |
| Album Úc (ARIA)                                      | 33     |
| Album Úc Hip-Hop/R&B (ARIA)                          | 4      |
| Album Bỉ (Ultratop Flanders)                         | 97     |
| Album Bỉ (Ultratop Wallonia)                         | 133    |
| Album Canada (Billboard)                             | 3      |
| Album Pháp (SNEP)                                    | 158    |
| Album New Zealand (RMNZ)                             | 32     |
| Album Thụy Điển (Sverigetopplistan)[                 | 23     |
| Album Thụy Sĩ (Schweizer Hitparade)                  | 41     |
| Album Anh Quốc (OCC)                                 | 58     |
| Hoa Kỳ Billboard 200                                 | 5      |
| Hoa Kỳ Top R&B/Hip-Hop Albums (Billboard)            | 2      |
| Hoa Kỳ Top Rap Albums (Billboard)                    | 1      |
| Bảng xếp hạng (2015)                                 | Vị trí |
| Album Úc Hip-Hop/R&B (ARIA)                          | 25     |
| Hoa Kỳ Billboard 200                                 | 96     |
| Hoa Kỳ Top R&B/Hip-Hop Albums (Billboard)            | 57     |
| Bảng xếp hạng (2016)                                 | Vị trí |
| Album Úc Hip-Hop/R&B (ARIA)                          | 28     |
| Hoa Kỳ Billboard 200                                 | 137    |
| Bảng xếp hạng (2017)                                 | Vị trí |
| Album Úc Hip-Hop/R&B (ARIA)                          | 43     |
| Bảng xếp hạng (2018)                                 | Vị trí |
| Album Úc Hip-Hop/R&B (ARIA)                          | 52     |
| Bảng xếp hạng (2019)                                 | Vị trí |
| Album Úc Hip-Hop/R&B (ARIA)                          | 68     |

## Chứng nhận
| Quốc gia | Chứng nhận  | Số đơn vị/doanh số chứng nhận |
| --- | ----------- | ----------------------------- |
| Úc (ARIA) | 3× Bạch kim | 210.000‡                      |
| Áo (IFPI Áo) | 2× Bạch kim | 30.000*                       |
| Bỉ (BEA) | Vàng        | 15.000*                       |
| Canada (Music Canada) | 4× Bạch kim | 320.000^                      |
| Đan Mạch (IFPI Đan Mạch) | Bạch kim    | 20.000‡                       |
| Pháp (SNEP) | Bạch kim    | 100.000*                      |
| Đức (BVMI) | 3× Vàng     | 450.000‡                      |
| Ireland (IRMA) | Bạch kim    | 15.000^                       |
| Ý (FIMI) | Bạch kim    | 50.000‡                       |
| México (AMPROFON) | Vàng        | 30.000^                       |
| New Zealand (RMNZ) | Bạch kim    | 15.000^                       |
| Ba Lan (ZPAV) | 2× Bạch kim | 40.000*                       |
| Singapore (RIAS) | Vàng        | 5.000*                        |
| Tây Ban Nha (PROMUSICAE) | Vàng        | 20.000^                       |
| Thụy Điển (GLF) | Bạch kim    | 40.000‡                       |
| Thụy Sĩ (IFPI) | Bạch kim    | 20.000^                       |
| Anh Quốc (BPI) | 2× Bạch kim | 704,000                       |
| Hoa Kỳ (RIAA) | 4× Bạch kim | 4.000.000‡                    |
| Tổng hợp |             |                               |
| Châu Âu (IFPI) | Bạch kim    | 1.000.000*                    |
| * Chứng nhận dựa theo doanh số tiêu thụ. ^ Chứng nhận dựa theo doanh số nhập hàng. ‡ Chứng nhận dựa theo doanh số tiêu thụ và phát trực tuyến. |             |                               |

## Lịch sử phát hành
| Quốc gia | Ngày             | Định dạng         | Hãng đĩa                   |
| -------- | ---------------- | ----------------- | -------------------------- |
| Đức      | 5 tháng 11, 2013 | CD tải nhạc số    | Universal                  |
| Nga      | 5 tháng 11, 2013 | CD tải nhạc số    | Universal                  |
| Hoa Kỳ   | 5 tháng 11, 2013 | CD LP tải nhạc số | Shady Aftermath Interscope |